# Madonna del Ghisallo
Das Santuario Madonna del Ghisallo ist eine Wallfahrtskirche in den italienischen Alpen, die auf einer Höhe von 754 Meter Seehöhe liegt. Sie befindet sich in der Provinz Lombardei im Triangolo Lariano und ist Teil der Gemeinde Magreglio. Mit dem Colle del Ghisallo führt die SP41 neben der Kirche über die Anhöhe und verbindet dabei die Gemeinden Bellagio im Norden und Asso im Süden. Die Auffahrt zur Madonna del Ghisallo stellt im Straßenradsport einen der bekanntesten Anstiege dar und wird jährlich von der Lombardei-Rundfahrt (Il Lombardia) befahren. Auf der Passhöhe befindet sich neben der Wallfahrtskirche auch das Museo del Ciclismo Madonna del Ghisallo.

## Colle del Ghisallo
Der Colle del Ghisallo führt über die Anhöhe der Madonna del Ghisallo. Er ist sowohl von der Nord- als auch von der Südseite über die gut ausgebaute SP41 befahrbar. Der Colle del Ghisallo verläuft westlich des Monte San Primo (1682 m) und ist einer von drei Hauptverkehrswegen auf dem Triangolo Lariano. Neben der flachen SP583, die an dem Ufer des Comer Sees verläuft, bildet die SP44, die über den Colma di Sormano (1124 m) führt, eine nahegelegene Passstraße.
Die bekanntere Nordauffahrt beginnt in der Gemeinde Bellagio auf einer Höhe von rund 272 Metern Seehöhe. Bei einem Kreisverkehr gelangt man auf die SP41 und die Straße beginnt sofort anzusteigen. Auf den ersten knapp vier Kilometern führt der Anstieg kurvenreich durch bewaldetes Gebiet bei einer durchschnittlichen Steigung von rund 9 %. Auf diesen ersten Kilometern werden mit maximal 14 % auch die höchsten Steigungsprozente erreicht. Bei Guello nimmt die Steigung ab und weist für rund eineinhalb Kilometer eine durchschnittliche Steigung von gerade einmal 2 % auf. Auf dem weiteren Weg nach Civenna verläuft die Straße sogar leicht abschüssig, ehe die Straße bei Kilometer sieben erneut zu Steigen beginnt. Die letzten rund eineinhalb Kilometer führen über sechs Kehren, wobei die durchschnittliche Steigung erneut auf 9,5 % ansteigt. Zudem werden erneut Steigungsprozente von bis zu 12 % erreicht. Die letzten Meter führen geradeaus auf die Passhöhe, wo die Wallfahrtskirche der Madonna del Ghisallo erreicht wird.
Die Südauffahrt beginnt kurz nach Asso und verläuft großteils bei geringen Steigungsprozenten von rund 3 %. Rund zwei Kilometer vor der Passhöhe passiert die SP41 Barni, wo für kurze Zeit Steigungen von über 8 % folgen. Auf dem weiteren Weg durch Magreglio nimmt die Steigung jedoch wieder ab, ehe der Colle del Ghisallo nach insgesamt 8,8 Kilometern erreicht wird.

## Radsport
Zu großer Bekanntheit im Straßenradsport gelangte der Anstieg der Madonna del Ghisallo durch die Lombardei-Rundfahrt, die eines der fünf "Monumente" ist und somit eines der wichtigsten Eintagesrennen darstellt. Die große Beliebtheit veranlasste den Dorfpfarrer Ermelindo Vigano dazu die Madonna del Ghisallo als Patronin der Radfahrer vorzuschlagen. Anschließend reisten die beiden italienischen Radsport-Stars Fausto Coppi und Gino Bartali nach Rom, wo Papst Pius XII im Jahr 1949 die Madonna del Ghisallo offiziell zur Schutzpatronin der Radfahrer ernannte.
Ende der 1990er Jahre sammelte der dreimalige Giro-d’Italia-Sieger Fiorenzo Magni Spenden und eröffnete neben der Wallfahrtskirche das Museo del Ciclismo Madonna del Ghisallo in dem zahlreiche Exponate wie Räder, Trikots und Bilder berühmter Radsportler ausgestellt sind.
Lombardei-Rundfahrt
Im Jahr 1919 wurde die Steigung das erste Mal im Rahmen der 15. Austragung von der Südauffahrt befahren und stand seither jährlich im Streckenprogramm. Einzig im Jahr 1987 musste der Anstieg aufgrund eines Flugzeugabsturzes ausgelassen werden. Nach seiner Einführung war der Anstieg von Madonna del Ghisallo oft rennentscheidend und es wurden Prämien auf der Passhöhe ausgefahren. Im Jahr 1963 änderte sich jedoch die Streckenführung der Lombardei-Rundfahrt, wodurch der Einfluss des Anstieges auf den Rennausgang sank. Wenn die Lombardei-Rundfahrt heutzutage in Como zu Ende geht, läutet der Anstieg meist rund 60 Kilometer vor dem Ziel das Finale ein.
Giro d‘Italia
Mit dem Giro d’Italia passierte auch die große Landesrundfahrt Italiens den Anstieg der Madonna del Ghisallo. Zuletzt wurde die Bergwertung der 2. Kategorie im Jahr 2019 auf der 15. Etappe von Ivrea nach Como passiert. Damals überquerte der Italiener Dario Cataldo die Passhöhe als erster.